# Златари (Долж)
Златари (рум. Zlătari) насеље је у Румунији у округу Долж у општини Гојешти. Oпштина се налази на надморској висини од 112 m.

## Становништво
Према подацима из 2011. године у насељу је живело 8 становника.